# Tsalendzjicha (distrikt)
Tsalendzjicha (georgiska: წალენჯიხის მუნიციპალიტეტი, Tsalendzjichis munitsipaliteti) är ett distrikt i Georgien. Det ligger i regionen Megrelien-Övre Svanetien, i den nordvästra delen av landet. Administrativt centrum är staden Tsalendzjicha.